# C/1980 Y1 Bradfield
C/1980 Y1 (Bradfield) è l'undicesima cometa scoperta da William Ashley Bradfield: la cometa è definita cometa non periodica, in effetti ha un'orbita ellittica con un periodo dell'ordine dei 900.000 anni.
Tra l'11 e il 14 gennaio 1981 è andata soggetta ad un improvviso aumento di luminosità (outburst in inglese).